# Giovanni Maria Angioy
Giovanni Maria Angioy (Bono, Goceano, 21 d'octubre de 1751 - París, 23 de febrer de 1808) fou un polític i patriota sard. Pertanyia a una família de classe mitjana, restà orfe i estudià amb els frares mercedaris de Sàsser. Continuà estudis amb els jesuïtes i esdevingué lector de la Universitat el 1772. Allí va llegir els il·lustrats francesos Voltaire, Montesquieu i Jean-Jacques Rousseau, que el van convèncer de les idees de la Revolució francesa per tal d'acabar amb el feudalisme a Sardenya, representat en la persona de Víctor Amadeu II de Savoia.
El 14 de febrer del 1793 un miler de voluntaris marsellesos desembarcaren a Quartu Sant'Elena i intentaren prendre Càller, encara que el 26 de febrer foren rebutjats. Coincidint amb això, els istamentos sards aprofitarien l'avinantesa per presentar un memorial al rei reivindicant més autonomia i obtenir la convocatòria del parlament cada deseni, la confirmació dels antics privilegis del regne, i que els càrrecs episcopals fossin destinats exclusivament als illencs, la creació a Torí d'un ministeri especial per als afers sards, l'admissió dels sards a tots els càrrecs (llevat el de virrei) i la formació d'un Consell d'Estat a Càller.
Com a resposta, el rei dissolgué els istamentos i el 30 d'abril del 1793 esclatà la revolta popular a Càller, Sàsser i l'Alguer, amb la matança o expulsió de 500 funcionaris piemontesos i del virrei Francesco Vivalda, executaren l'intendent general de finances, Girolamo Pitzolo, i al general d'armes, Gavino Plagiaccio, marquès della Planargia, el juliol del 1795. Aleshores Angioy era Jutge de l'Audiència.
El 13 de gener del 1796 els istamentos el nomenaren alternos amb poder militar. Va aconseguir que 150 viles es conjuressin pel rescat dels pagaments feudals en nom del rei. Però s'envalentonà per la popularitat i per la fe en el triomf de les aspiracions antifeudals i autonomistes, que gaudien del suport francès, i es posà de part dels insurrectes. Va frenar el moviment reialista, expulsà el virrei i donà el poder als istamentos i a la Real Udienze, alhora que el 28 de febrer del 1796 va prendre mesures contra el feudalisme i va repartir menjar entre els pagesos i necessitats.
Els terratinents intentaren eliminar-lo i per això, calumniat, el juny del 1796 va prendre Macomer i Oristany, des d'on va intentar separar el Logudor amb ajut francès, però els piemontesos van respondre amb la matança de camperols i pobles sencers, amb ajut dels nobles i de la burgesia local. Fou destituït i aleshores marxà a Còrsega i d'ací a Livorno, on el desembre del 1796 va intentar aconseguir una amnistia per als companys. El 1799 marxà a París, on va planejar amb Christophe Saliceti i J.B. Cervoni un desembarcament a l'illa per la primavera del 1800 que fou descobert i avortat.
Després del fracàs de la revolta es va establir a París, on va escriure Memòries sobre la Sardaigne per tal d'aconseguir suport polític a la seva causa, però no se'n sortí. Va morir pobre a París, amb l'assistència i el suport de la vídua Catherine Dupont.